# National Charity League
National Charity League, Inc. és una organització caritativa sense ànim de lucre formada per mares i filles organitzades en capítols repartits pels Estats Units. L'organització fou establerta a Los Angeles, Califòrnia en l'any 1925 i fou incorporada l'any 1958. És una associació filantròpica que s'ocupa principalment del servei comunitari, el desenvolupament social i l'experiència cultural. La seva història va començar en l'any 1925 quan un petit grup de dones va fundar l'organització a Los Angeles. Aquestes dones donaven suport a les activitats de la Creu Roja americana. Aquestes senyores tenian el suport de les seves filles, les quals en l'any 1938 van formar el seu propi grup. En 1947 tots dos grups es van unir de nou per convertir-se en una associació filantròpica, i van començar a anomenar-se National Charity League (traduïble en català com la lliga nacional caritativa). La NCL va ampliar la seva tasca més enllà del treball filantròpic per incloure el lideratge femení, així com les activitats de tipus cultural. En l'any 1958 NCL fou reorganitzada, va ser incorporada i se li va donar el nom de National Charity League Incorporated.